# Saint-Jean-du-Corail-des-Bois
Saint-Jean-du-Corail-des-Bois is een gemeente in het Franse departement Manche (regio Normandië) en telt 76 inwoners (2009). De plaats maakt deel uit van het arrondissement Avranches.

## Geografie
De oppervlakte van Saint-Jean-du-Corail-des-Bois bedraagt 3,7 km², de bevolkingsdichtheid is dus 20,5 inwoners per km².
De onderstaande kaart toont de ligging van Saint-Jean-du-Corail-des-Bois met de belangrijkste infrastructuur en aangrenzende gemeenten.

## Demografie
Onderstaande figuur toont het verloop van het inwonertal (bron: INSEE-tellingen).

1. ↑  Populations de référence 2022.